# استافیلوکوک کاپره
استافیلوکوک کاپره، کوکسی گرم مثبت و کواگولاز منفی در جنس (سرده) استافیلوکوک است. این باکتری، اولین بار از بزها جدا شده‌است اما از انسان نیز جدا می‌شود. کاپره در لاتین به معنای بز است. استافیلوکوک کاپره به عنوان فلور پوست در انسان مطرح است اما می‌تواند موجب عفونت‌های خونی، ادراری، استخوانی و مفاصل شود. تشخیص آزمایشگاهی استافیلوکوک کاپره در آزمایشگاه مشکل است.

## مکانیسم‌های بیماری‌زایی
استافیلوکوک کاپره از طریق تشکیل بیوفیلم و تولید فاکتورهای چسبندگی به بافت‌های میزبان متصل می‌شود. مطالعات نشان می‌دهند که این باکتری قادر به ترشح آنزیم‌های تجزیه‌کننده بافت مانند لیپاز و هیالورونیداز است که به تهاجم بافتی کمک می‌کند. همچنین، برخی سویه‌ها ژن‌های مقاومت به آنتی‌بیوتیک نظیر mecA (مربوط به مقاومت به متی‌سیلین) را حمل می‌کنند.

## مقاومت آنتی‌بیوتیکی
برخی ایزوله‌های استافیلوکوک کاپره مقاومت چنددارویی (MDR) از خود نشان می‌دهند. گزارش‌ها حاکی از مقاومت به پنی‌سیلین، اریترومایسین، و سیپروفلوکساسین در سویه‌های بالینی است. مقاومت به ونکومایسین نادر است، اما مواردی از کاهش حساسیت به آن (VISA) مشاهده شده است.

## تشخیص مولکولی
به دلیل شباهت فنوتیپی با دیگر استافیلوکوک‌های کواگولاز منفی (مانند استافیلوکوک اپیدرمیدیس، روش‌های مبتنی بر تشخیص ژن 16S rRNA یا توالی‌یابی مالتی‌لوکوس (MLST) برای شناسایی دقیق ضروری هستند. همچنین، استفاده از کیت‌های تجاری مانند API ID32 Staph نیز با محدودیت‌هایی همراه است.

## اپیدمیولوژی
استافیلوکوک کاپره بیشتر در جوامع روستایی و افرادی که با دام‌ها (به ویژه بزها) در تماس هستند دیده می‌شود. شیوع عفونت‌های بیمارستانی ناشی از این باکتری در واحدهای ارتوپدی و بخش‌های جراحی گزارش شده است.

## درمان و پیشگیری
- درمان اولیه: ترکیبات بتا-لاکتام/مهارکننده بتا-لاکتاماز (مانند آموکسیسیلین/کلاولانیک اسید). 
- در موارد مقاوم: ونکومایسین یا لینزولید.
- پیشگیری: ضدعفونی دقیق تجهیزات پزشکی و رعایت پروتکل‌های کنترل عفونت در بیمارستان‌ها.